# Stefan (ärkebiskop)
Stefan av Alvastra, död 18 juli 1185, var en svensk präst, cisterciensmunk och den förste ärkebiskopen av Uppsala stift, med biskopssäte i Gamla Uppsala, från 1164 och fram till sin död 1185. Han blev därmed kristna kyrkans i Sverige förste ärkebiskop. 

## Biografi
Enligt traditionen skulle Stefan ha kommit från England. Han tillhörde den första generationen munkar i nyuppförda Alvastra kloster i Östergötland, tillhörande Cisterciensorden. Alvastra kloster grundades omkring 1143 av franska munkar från klostret Clairvaux i Frankrike.
Stefan utnämndes först till biskop i Uppsala stift. Han blev sedermera vald av övriga biskopar och även av kung Karl Sverkersson samt jarl Ulf att bli den förste ärkebiskopen av Uppsala stift. Han vigdes som sådan av den danske ärkebiskopen Eskil i augusti 1164 i Sankt Stefans katedral i Sens i Bourgogne, Frankrike, i påve Alexander III:s närvaro.

## Eftermäle

### Svenska kyrkan
Till ärkebiskop Stefans minne instiftades 1990 Stefansmedaljen som förtjänsttecken inom Svenska kyrkan. Medaljen visar Stefans sigillbild i guld.